# Carmosine
Carmosine est une comédie en trois actes et en prose d'Alfred de Musset, créée au théâtre de l'Odéon le 22 octobre 1865.

## Personnages
- Pierre d'Aragon, roi de Sicile
- Maître Bernard, médecin
- Dame Pâque, femme de maître Bernard
- Carmosine, leur fille
- Minuccio, troubadour
- Perillo, jeune avocat
- Ser Vespasiano, chevalier de fortune
- Un officier du Palais
- Michel, domestique chez maître Bernard.
- La reine Constance, femme du roi Pierre
- Pages, Écuyers, Demoiselles d'honneur, Suivantes de la reine[4]

## Résumé

### Acte I
- Scène I : Dans sa maison à Palerme, maître Bernard, un médecin, discute avec sa femme, dame Paque, de la maladie de leur fille Carmosine. Dame Paque dit à Maître Bernard que tous les médicaments qu’il prépare ne servent à rien. Elle pense que celle-ci est amoureuse de Ser Vespasiano et décide donc de l’inviter à dîner. Ils sortent.
- Scène II : Entre Perillo. Il revient de six ans d’études à Padoue. Il s’étonne de ne trouver personne. Il s’inquiète que Carmosine l’ait oublié, bien qu’elle soit sa fiancée et que maître Bernard lui ait promis qu’elle serait sa femme.
- Scène III : Entre maître Bernard, qui lui annonce que Carmosine est malade et qu’il ne sait comment la guérir. Perillo s’inquiète pour elle. Maître Bernard lui confirme qu’il souhaite toujours lui donner sa main.
- Scène IV : Entre dame Paque annonçant que Carmosine se sent mieux et veut aller au jardin. Perillo se cache derrière une tapisserie pour la voir passer. Elle sort préparer un siège dans le jardin.
- Scène V : Entre Carmosine, heureuse. Elle a rêvé de Perillo. Son père lui dit qu’il est dans la ville. Elle s’inquiète à cette nouvelle, car elle n’a pas envie de le revoir. Perillo s’en va sans être vu de Carmosine, qui s’évanouit alors que maître Bernard insiste auprès d’elle.
- Scène VI : Entre dame Paque qui réveille Carmosine et lui apprend que Ser Vespasiano a été invité à dîner. Elle se sent assez forte pour manger.
- Scène VII : Ser Vespasiano mange avec la famille et Carmosine évite ses regards. Il semble l’aimer. Alors qu’elle entend Minuccio, un troubadour, chanter dans la rue, elle demande à son père de le faire monter. Celui-ci le fait avec plaisir : il estime beaucoup Minuccio.
- Scène VIII : Minuccio demande à Carmosine de sourire et flatte sa beauté. Maître Bernard reçoit une lettre de Perillo. Carmosine la lit malgré le refus de son père. Elle apprend qu’il était caché derrière la tapisserie et qu’il sait qu’elle ne l’aime plus. Elle demande un entretien privé avec Minuccio et annonce à Ser Vespasiano qu’elle ne veut pas se marier.
- Scène IX : Carmosine est seule avec Minuccio, elle lui confie qu’elle aime le roi et lui demande de le lui faire savoir. Minuccio jure de le lui apprendre sous trois jours et de garder le secret.

### Acte II
- Scène I : Dans une salle du palais du roi, Perillo attend celui-ci pour lui dire quelque chose quand il passera.
- Scène II : Entre Minuccio, qui essaie de faire des vers, mais il n’a pas de papier ; il demande à Perillo de quoi écrire. Perillo reconnaît Minuccio, qui s’est occupé de lui quand il était petit. Perillo lui apprend qu’il veut s’engager dans l’armée de Naples. Minuccio, qui sait pourquoi il est désespéré, lui conseille d’attendre quelques jours pour bien réfléchir à ce choix. Perillo s’en remet à son conseil et lui demande de dire quelque chose à maître Bernard la prochaine fois qu’il le verra, mais Ser Vespasiano entre avant qu’il n’ait pu lui dire de quoi il s’agissait.
- Scène III : Ser Vespasiano explique à Minuccio qu’il veut se marier avec Carmosine, car le roi lui a promis des terres pour le jour de son mariage. Il raconte à Minuccio, bien que celui-ci ait assisté aux événements de la veille, l’arrivée de la lettre de Perillo. Ser Vespasiano s’inquiète, car Carmosine a dédaigné ses avances alors qu’il a dit au roi que ses épousailles étaient en bonne voie. Quand Ser Vespasiano part, Perillo se désole que Carmosine ait fait lire à d’autres sa lettre de désespoir.
- Scène IV : Un officier du palais annonce que le roi va arriver. Ser Vespasiano dit à Minuccio qu’il va parler de son mariage au roi.
- Scène V : Entrent le roi et la reine. Il est en colère. Il demande à Perillo ce qui l’amène. Perillo dit qu’il veut s’engager dans l’armée. Le roi l’exhorte à lui donner ses raisons : il ne veut pas que des gens s’engagent par chagrin d’amour. Perillo refuse soutenu par la reine qui l’estime pour n’avoir pas voulu dévoiler son secret. Le roi l’engage finalement. Perillo se retire.
- Scène VI : Le roi et sa femme font venir Minuccio pour qu’il chante. Le roi reçoit un billet qu’il lit. Vespasiano tente de s’immiscer dans la discussion pour pouvoir parler de son mariage. Minuccio fait des devinettes à Vespasiano et aux caméristes de la reine, qui l’emportent à chaque fois. Ser Vespasiano part, puisqu’il n’est pas question de son mariage.
- Scène VII : Minuccio chante une romance d’amour écrite par une jeune fille. Il raconte l’histoire de Carmosine et Perillo sans donner de nom. La reine donne sa bague à Minuccio pour qu’il la remette à cette jeune fille. Le roi veut savoir de qui il s’agit. Minuccio demande aux autres personnes de sortir, car il a juré de ne le dire à personne d’autre qu’au roi. Il autorise toutefois la reine à rester, car il lui fait pleinement confiance. Celle-ci sort de son plein gré elle ne veut pas savoir ce qu’elle n’est pas censée apprendre. Minuccio révèle qu’il s’agit de Carmosine et de Perillo qui veut maintenant se tuer. Il lui dit aussi que Carmosine l’aime. Le roi lui répond qu’il veut aller la voir et qu’il faut  raconter cette histoire à la reine.

### Acte III
- Scène I : Dans le jardin de maître Bernard, Minuccio chante la romance de Carmosine à maître Bernard, Perillo et Carmosine. Ces deux derniers l’aiment bien, tandis que maître Bernard ne l’apprécie pas. Perillo semble triste. Carmosine s’excuse auprès de lui pour son comportement de la veille : elle était malade et souffrait.
- Scène II : Passe Ser Vespasiano discutant avec dame Paque de son mariage avec Carmosine et de sa dot. Carmosine. qui ne l’apprécie pas, s’en va avec Perillo.
- Scène III : Maître Bernard tente de savoir auprès de Minuccio le secret que lui a dit Carmosine, et lui confie qu’il a vu Carmosine écrire pendant la nuit. Ils partent en voyant Ser Vespasiano et dame Pâque revenir.
- Scène IV : Ces derniers ont conclu le montant de la dot. Heureux, Ser Vespasiano se rend chez le tabellion. Dame Paque rentre dans la maison.
- Scène V : Une fois seuls, Carmosine dit à Perillo de prendre soin de maître Bernard, si elle venait à mourir. Perillo. qui ne comprend pas les raisons de cette demande, veut la convaincre de ne pas le faire. Elle lui indique un lieu où il doit aller lire un papier qu’elle a caché.
- Scène VI : Seule, Carmosine est heureuse, car Minuccio lui a dit que le roi est au courant de tout. Elle baise la bague qu’elle veut emporter dans sa tombe. On sonne. Il y a deux femmes voilées dehors. Elle leur fait ouvrir.
- Scène VII : L’une demande si maître Bernard est là. Voyant Carmosine, elle dit que c’est à elle qu’elle veut parler.
- Scène VIII : C’est la reine, mais Carmosine ne la reconnaît pas. La reine se présente comme une parente de Perillo et lui demande un moment d’entretien, que Carmosine accepte. Maître Bernard voit Carmosine et la femme, Minuccio l’emmène plus loin. La reine la questionne habilement en prétendant avoir une amie atteinte d’un mal similaire et finit par comprendre que Carmosine pourrait aimer Perillo, si elle n’aimait pas déjà le roi. Quand Carmosine réalise à qui elle a affaire, elle est honteuse d’avoir parlé d'égale à égale avec sa reine et que cette dernière sache qu'elle aime son mari. Elle pense que Minuccio l’a trahie. La reine la rassure en lui disant que c’est le roi qui le lui a dit. Elle lui dit aussi que le roi veut qu’elle se rétablisse, qu’elle soit heureuse et qu’elle reprenne courage, mais aussi qu’elle épouse Perillo. Le roi l’estime et veut qu’elle vive, ainsi, elle sera fille d’honneur de la reine pour pouvoir voir le roi tous les jours. On entend les clairons qui sonnent la sortie du roi.
- Scène IX : Entrent Minuccio, Ser Vespasiano, dame Paque, maître Bernard et le roi avec Perillo près de lui. Ser Vespasiano est certain qu’il est venu pour régler son propre mariage avec Carmosine. Le roi annonce qu’il veut qu’elle guérisse, qu’il lui donne Perillo en mariage, et qu’il portera ses couleurs. Il lui donne un baiser sur le front[5].

## Adaptations françaises
- 1926 : mise en scène Pierre Fresnay, Comédie Française[6]
- 1938 : mise en scène Jean Debucourt, Comédie Française[7]
- 1980 : mise en scène Henri Demay, Salle Valhubert[8],[9]